# Zimiromus kochalkai
Zimiromus kochalkai Platnick & Shadab, 1976 è un ragno appartenente alla famiglia Gnaphosidae.

## Etimologia
Il nome della specie è in onore dell'entomologo ed aracnologo John Kochalka che raccolse i primi esemplari di questa specie il 24 aprile 1975.

## Caratteristiche
L'olotipo maschile rinvenuto ha lunghezza totale è di 3,35mm; la lunghezza del cefalotorace è di 1,48mm; e la larghezza è di 1,12mm.

## Distribuzione
La specie è stata reperita nella Colombia settentrionale: l'olotipo maschile è stato rinvenuto a Villa Leonor, nella Sierra Nevada de Santa Marta, appartenente al dipartimento di Magdalena.

## Tassonomia
Al 2016 non sono note sottospecie e dal 1976 non sono stati esaminati nuovi esemplari.